# Ignace Plichon
Pour les articles homonymes, voir Plichon.
Charles Ignace Plichon, né le 28 juin 1814 à Bailleul (Nord) et mort le 3 juin 1888 à Paris (Seine), est un avocat et un homme politique français.

## Biographie
La famille d'Ignace Plichon appartient à la bourgeoisie flamande fortement impliquée dans la vie politique départementale. Ignace Plichon poursuit de brillantes études juridiques à Paris et décroche le diplôme de docteur en droit. Devenu avocat, présenté à Guizot, il est chargé d'une mission gouvernementale en Perse. Un mariage avec la fille du banquier Alexis Boittelle (frère de Symphorien Boittelle) lui permet d'intégrer le conseil d'administration de la compagnie des mines de Béthune dont il devient le président.
Dès le 1er août 1846, il siège à la Chambre des députés, mais se retire lors des élections de 1848. L'année suivante, il entre au Conseil général du Nord. Lors des élections législatives de 1857, il bat le candidat officiel et s'oppose à plusieurs reprises à la politique impériale jusqu'en 1870. Il est ensuite un éphémère ministre des Travaux publics du 15 mai au 10 août 1870 dans le gouvernement Émile Ollivier .
En 1871, il est élu député du Nord à l'Assemblée nationale, puis en 1876 à la Chambre des députés où il est constamment réélu jusqu'à sa mort. Partisan déterminé du protectionnisme, il siège dans les rangs de la droite conservatrice dont il devient le leader nordiste incontesté. Catholique farouche, il défend avec vigueur les intérêts cléricaux en soutenant le programme de l'ordre moral. 
L'activité parlementaire est modérée, même si la presse le crédite d'une importante activité dans les couloirs de l'Assemblée. 
Cette notoriété lui permet de briguer avec succès la présidence du Conseil général du Nord qu'il occupe de 1874 à 1880.
Il repose au cimetière de Bailleul sous un sarcophage de granit gris, érigé au sein de l'enclos funéraire familial.
Il est le père de Jean Plichon (1863-1936), également parlementaire de droite sous la Troisième République.

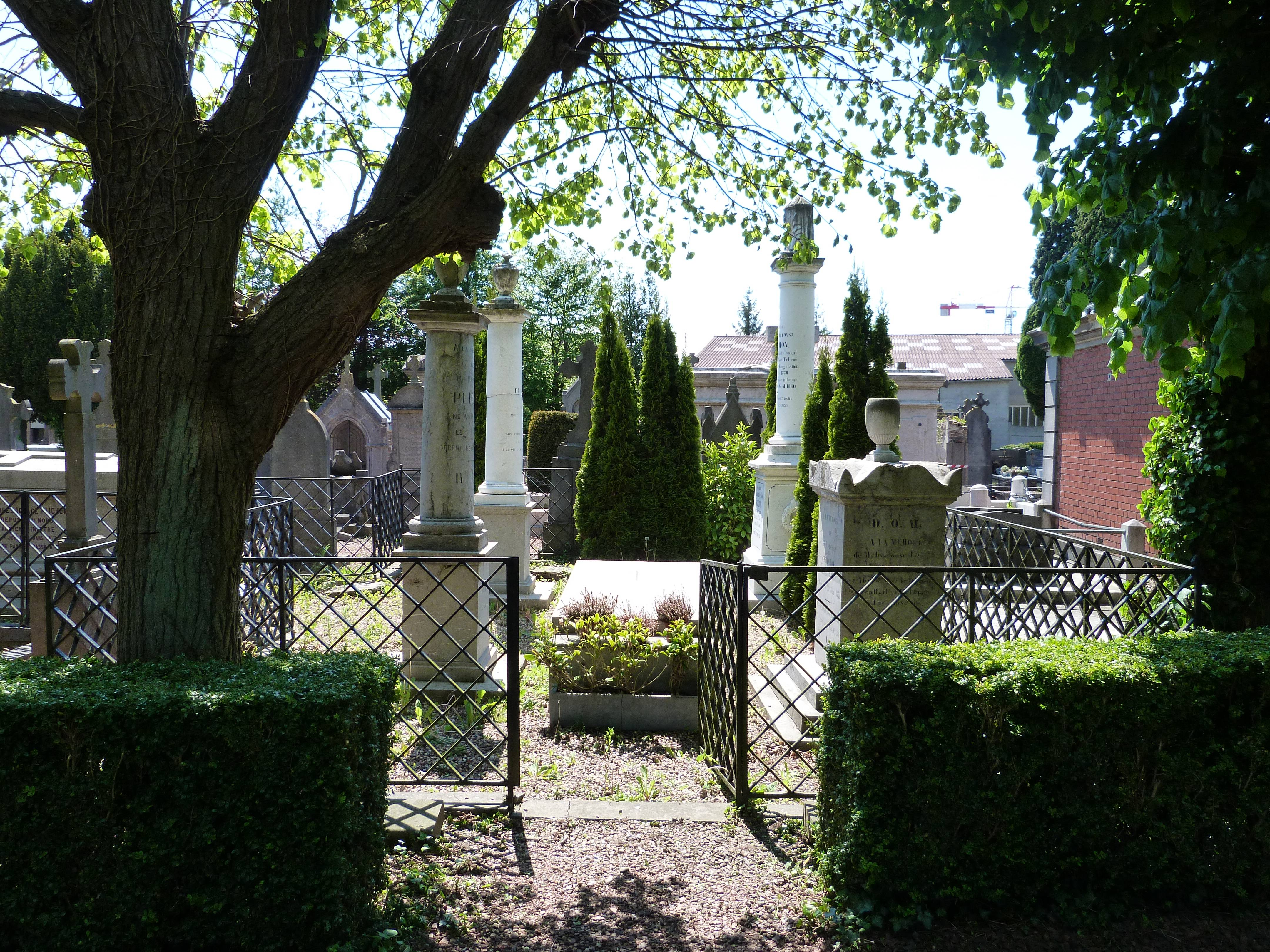
Enclos funéraire de la famille Plichon, cimetière de Bailleul (Nord).
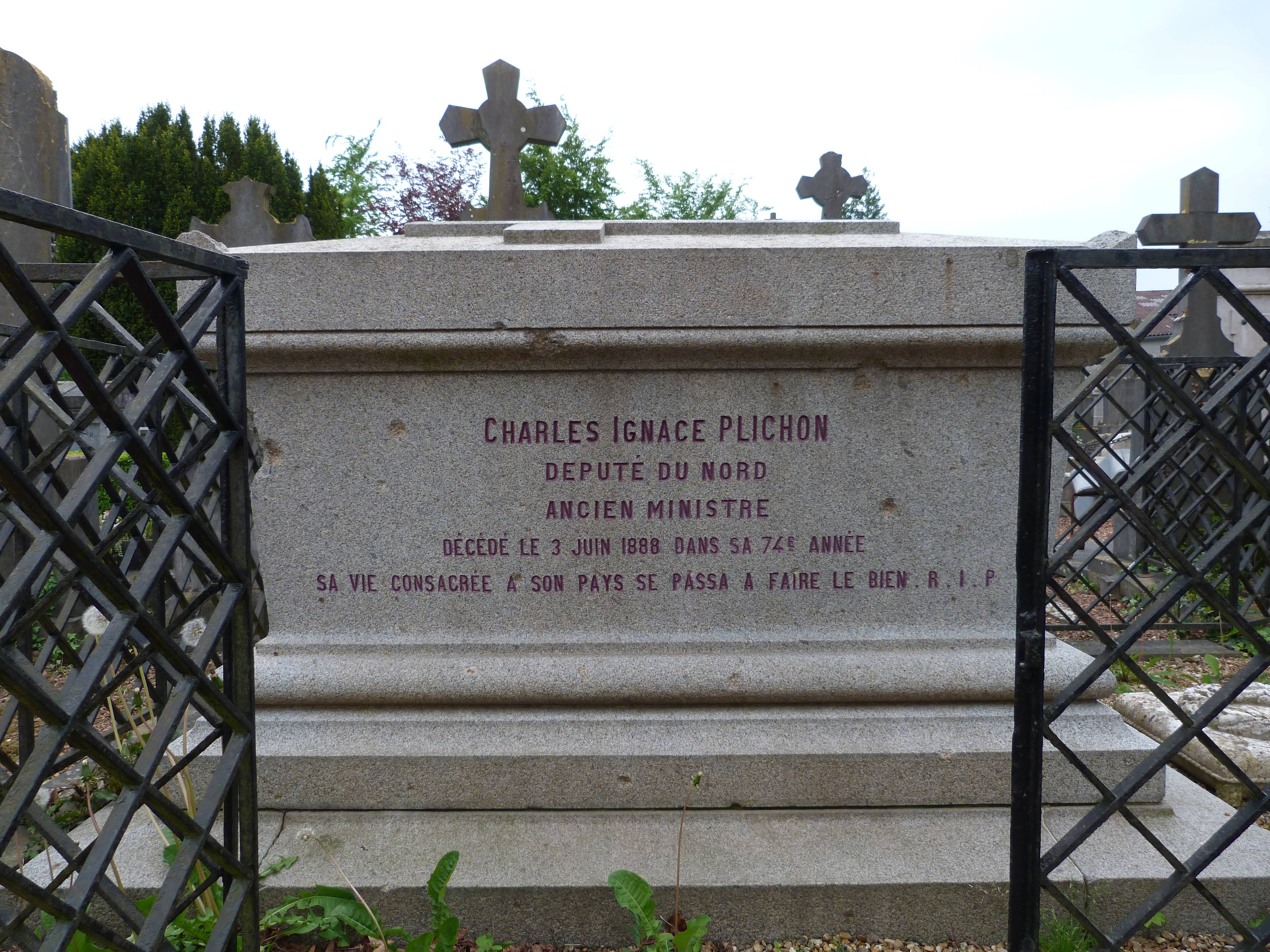
Tombeau de Charles Ignace Plichon, cimetière de Bailleul (Nord).

## Distinctions
- Officier de la Légion d'honneur par décret du 4 août 1867[3].
- Commandeur du Nicham Iftikar avec autorisation du 26 avril 1846.
- Commandeur de l'Ordre de Saint-Sylvestre-le-Grand  avec autorisation du 26 avril 1846.

## Hommage
Une place de Bailleul porte son nom depuis le 18 juillet 1910.